# Протитанкова оборона

Британські артилеристи з гарматою Ordnance QF 17 pounder тримають протитанкову оборону на мосту біля Неймеген. 1944

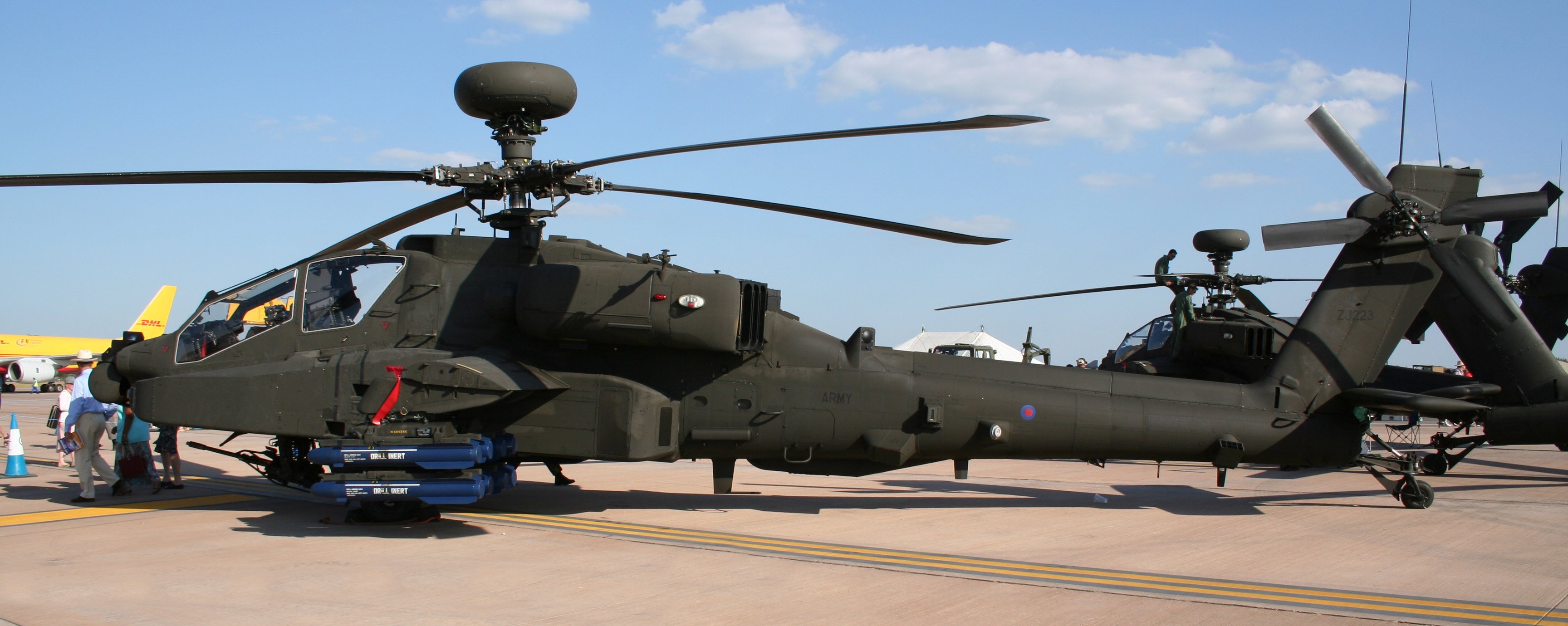
Сучасний вертоліт для боротьби з танками АН-64 «Апач»

Протита́нкова оборо́на (ПТО) — комплекс організаційних заходів і бойових дій військ по відбиттю атак танків і інших броньованих машин противника і їх знищенню. Здійснюється у всіх видах бойових дій об'єднаннями, з'єднаннями, частинами, підрозділами сухопутних військ.
Типовими засобами для забезпечення протитанкової оборони є протитанкові загорожі та протитанкова зброя.

## Історія
Протитанкова оборона зародилася в Першу світову війну з появою на полі бою танків, які вперше були застосовані англійцями 15 вересня 1916 в битві проти німецьких військ на р. Сомма. Основним засобом боротьби з танками була у той час польова артилерія. Спочатку танки приголомшувалися вогнем із закритих вогневих позицій, потім і стрільбою прямим наведенням. Значення і роль протитанкової оборони зростали у зв'язку з безперервним збільшенням кількості й поліпшенням якості танків, а також зростанням їх ролі в бойових діях військ. Для підвищення ефективності боротьби з танками після Першої світової війни в арміях створюються спеціальна протитанкова артилерія і протитанкові міни.
Протитанкова оборона стала одним з видів забезпечення бойових дій. Подальший розвиток протитанкова оборона отримала за часів Другої світової війни, що було пов'язане з масовим застосуванням танків. У Червоній армії була розроблена система протитанкової оборони, яка успішно протистояла масованим атакам танків противника. Вона включала: протитанкові опорні пункти рот, об'єднані в батальйонні протитанкові вузли; протитанкові райони, що створюються на танконебезпечних напрямках; танкові засідки; артилерійсько-протитанкові резерви; рухомі загони загородження; артилерію, розташовану на закритих вогневих позиціях; протитанкові загородження та перешкоди. В ході війни були сформовані винищувально-протитанкові артилерійські полки і бригади РВГК.
У післявоєнний час у зв'язку з вдосконаленням танків і підвищенням їх ролі в операції (бою) боротьба з ними ускладнилася.
Протитанкова оборона перетворилася з виду забезпечення на елемент оборони. Вона включає: угрупування протитанкових засобів, систему протитанкового вогню всіх видів, що пов'язана із системою протитанкових загороджень, а також протитанкові резерви і рухомі загони загородження. Основою протитанкового вогню є вогонь ПТКР, танків, протитанкової артилерії, бойових вертольотів і гранатометів. Протитанкова оборона організовується на всю глибину оперативної побудови (бойового порядку). Її ефективність досягається масуванням протитанкових засобів на танконебезпечних напрямках; своєчасним маневром силами і засобами; високою активністю й ефективністю засобів поразки танків і інших бронецілей противника; постійною розвідкою; організацією взаємодії між різними засобами ПТО, чітким і неперервним управлінням ними.